# Crescenzago
Crescenzago (lombard dialektusban Carsenzagh vagy Crescenzagh) az észak-olasz Milánó II. kerülete, amely a metropolisz északkeleti szélén fekszik.

## Története
A hely római eredetű: az akkori Crescentii ager („Crescentius mezeje”) a Mediolanumból Argentiolába vezető úton, a mai 11-es állami úton feküdt.
A középkorban az új Martesana hajózható csatornának köszönhetően a város a Vörös Szűz Mária-templom körül nagyobb faluvá fejlődött. A 18. századtól néhány gazdag milánói család villát építtetett a Martesana-csatornára, és Crescenzago, akárcsak az egész martesanai riviéra, a nagyváros lakóinak kedvelt üdülési célpontja lett.
1808-ban napóleoni rendelettel Crescenzago városát sok más külvárossal együtt Milánóhoz csatolták. Az osztrák uralom visszaállításával Crescenzago község 1816-ban ismét függetlenné vált.
Az Olasz Királyság megalakulása óta Milánó számos külvárosa növekedésnek indult: Crescenzagónak 1861-ben csak 1699, 1901-ben 2881, 1921-ben pedig 7125 lakosa volt. Ezért 1923-ban az újonnan megválasztott fasiszta kormány úgy döntött, hogy megalapítja az úgynevezett Grande Milanót (Nagy Milánó), amely az 1912-es számú királyi rendelettel szeptember 2-án lépett hatályba. Azóta Crescenzago Milánóhoz tartozik.

## Képek

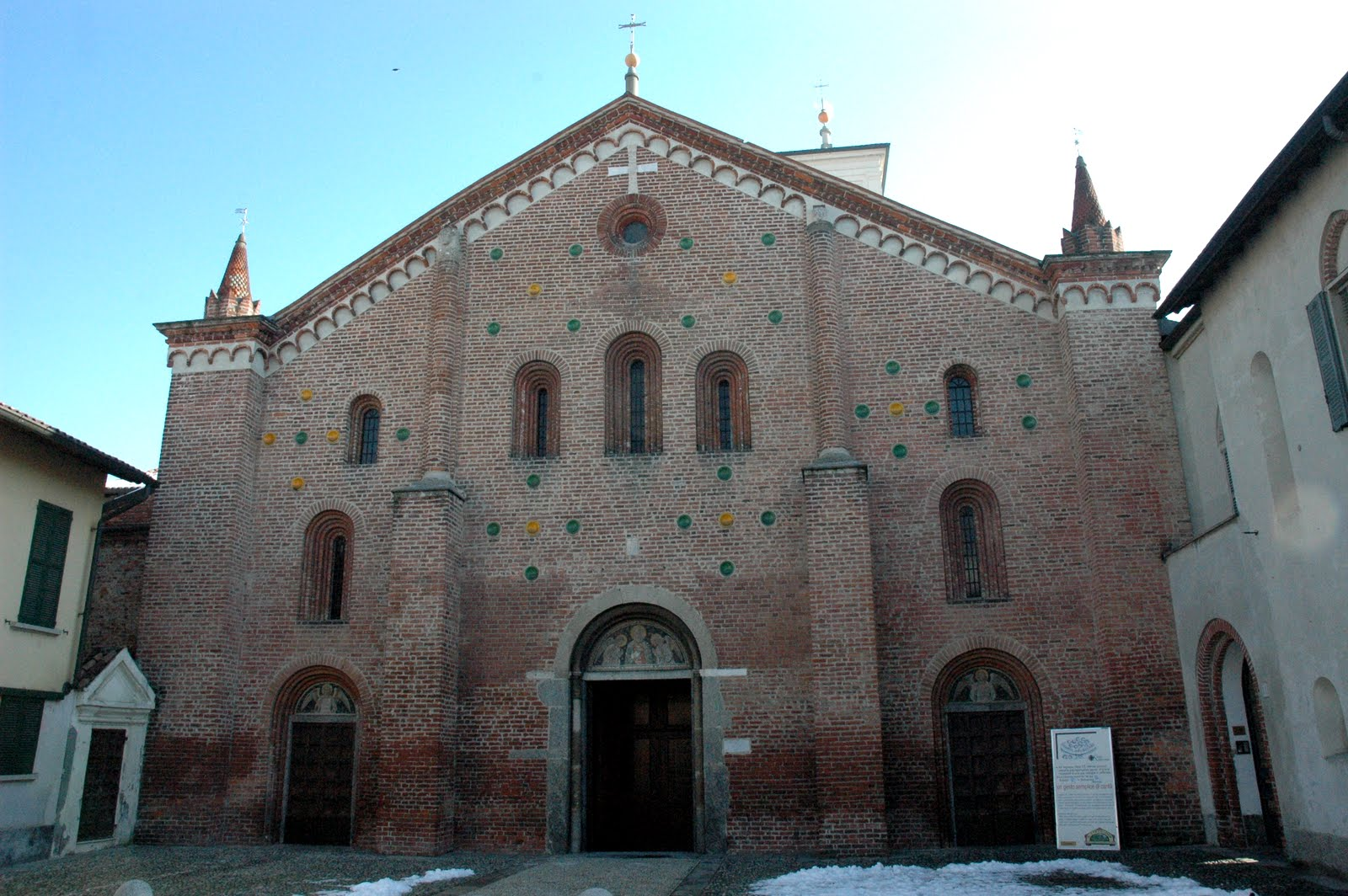
A Vörös Szűz Mária-templom
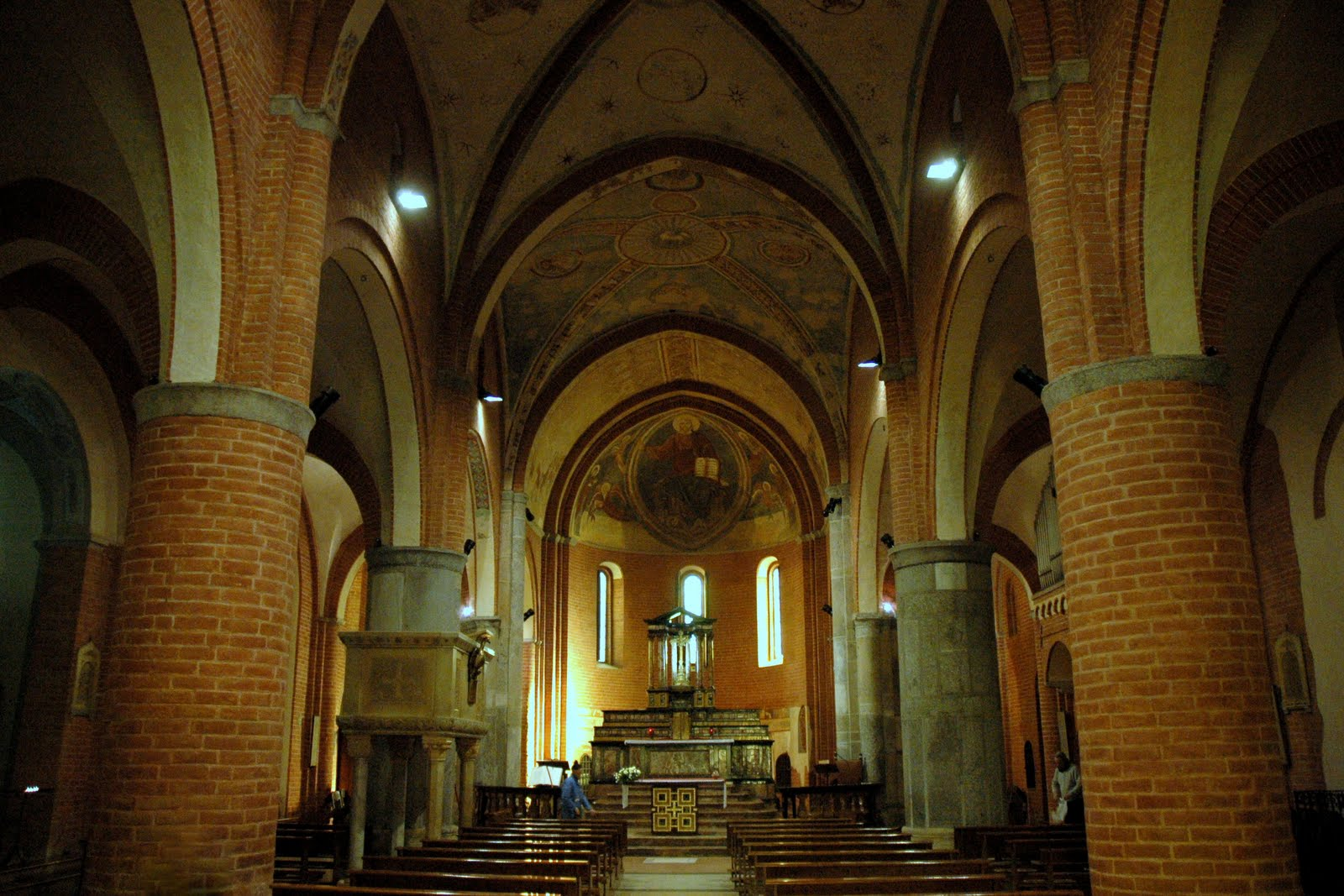
A templom belső tere
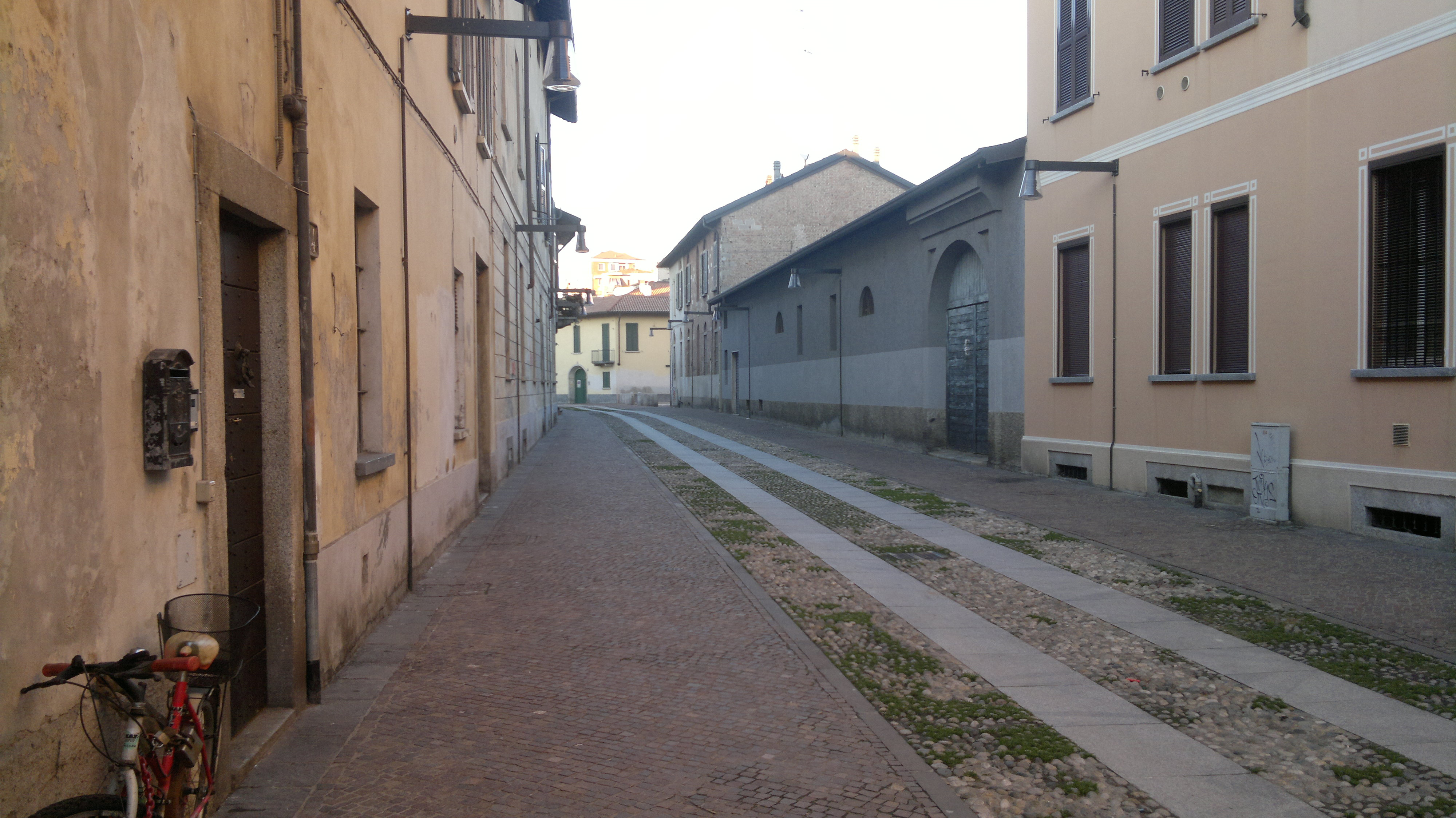
A régi faluközpont

## Fordítás
- Ez a szócikk részben vagy egészben  a   Crescenzago című német Wikipédia-szócikk ezen változatának fordításán alapul.  Az eredeti cikk szerkesztőit annak laptörténete sorolja fel. Ez a jelzés csupán a megfogalmazás eredetét és a szerzői jogokat jelzi, nem szolgál a cikkben szereplő információk forrásmegjelöléseként.